# Aeropuerto Internacional de Kiev (Zhuliany)
El Aeropuerto Internacional Ígor Sikorski de Kiev (Zhuliany) (en ucraniano: Міжнародний аеропорт «Київ» імені Ігоря Сікорського (Жуляни)) (IATA: IEV, OACI: UKKK) es uno de los dos aeropuertos de pasajeros de la capital de Ucrania, Kiev, siendo el otro el Aeropuerto Internacional de Borýspil (también utilizado para servir a Kiev).
Es propiedad del municipio de Kiev y está ubicado en el barrio de Zhuliany, a unos 7 kilómetros (3,8 nmi) al suroeste del centro de la ciudad. Su nombre es en homenaje a Ígor Sikorski.
Además de facilitar los vuelos regulares de pasajeros, el Aeropuerto Internacional de Kiev (Zhuliany) es también el principal aeropuerto de aviación de negocios de Ucrania y uno de los centros de aviación comercial más concurridos de Europa.

## Historia

### Primeros años
El aeropuerto comenzó en 1923 como un aeródromo militar utilizado por Ukrpovitroshlyakh (Sociedad Ucraniana de Comunicaciones Aéreas), la primera compañía de aviación civil de Ucrania, que en 1934 se integró en Aeroflot como administración regional de esta última. La terminal del aeropuerto se construyó solamente después de la Segunda Guerra Mundial, en 1949. Hasta la década de 1960, Zhuliany era el único aeropuerto de pasajeros que operaba en Kiev.
En 1959, se construyó el Aeropuerto Internacional de Borýspil, más grande, cerca de la ciudad de Borýspil, reemplazando gradualmente a Zhuliany como aeropuerto principal de servicio a Kiev. Desde ese momento, el antiguo aeropuerto se conoció comúnmente como "Zhuliany" o "Kiev-Zhuliany" y se utilizó solo para vuelos nacionales soviéticos.

### Reactivación del tráfico y vuelos internacionales
Después de que Ucrania obtuviera su independencia en 1991, Zhuliany comenzó a recibir vuelos internacionales de países cercanos (primero de sus antiguos destinos "nacionales" soviéticos), aumentando en la década de 2000 cuando la aviación civil de Ucrania comenzó a crecer. El 27 de marzo de 2011, Wizz Air, una aerolínea de bajo costo europea, trasladó todas sus operaciones a Zhuliany desde Borýspil, trayendo vuelos las 24 horas del día y aumentando el tráfico de pasajeros del aeropuerto entre un 15 y un 20%.
En 2012, el aeropuerto logró sobrevivir a la ola de frío europea sin grandes retrasos ni cancelaciones de vuelos.
Rodeado de importantes vías férreas, autopistas y distritos residenciales, el aeropuerto tiene posibilidades limitadas para expandir su pista. Por lo tanto, está limitado en el peso de las aeronaves que pueden operar en el aeropuerto (actualmente hasta tipo Boeing 737 / Airbus A320). En 2013, el aeropuerto declaró planes para ampliar la pista en 150 m, aunque destacó la total seguridad y operatividad de la longitud actual.
También se estaban desarrollando otras partes de la infraestructura del aeropuerto. La nueva terminal "A" abrió el 17 de mayo de 2012, recibiendo todos los vuelos internacionales y algunos nacionales. También se estaban considerando proyectos para expandir las calles de rodaje y los estacionamientos de aeronaves del aeropuerto.

### Acontecimientos recientes
En la primera mitad de 2013, el tráfico de pasajeros del aeropuerto aumentó 2,7 veces (hasta 816.757 pasajeros por año) desde principios de año, incluido un crecimiento del tráfico nacional de 4,2 veces. Según medios de comunicación y expertos de la industria, el aeropuerto de Zhuliany se ha convertido rápidamente en un importante competidor del aeropuerto de Borýspil, el aeropuerto líder del país.
En julio de 2013, Moscú, Treviso y Dortmund eran los destinos internacionales más populares desde el aeropuerto, con Simferópol, Donetsk y Odesa a la cabeza entre los destinos nacionales. También en 2013, el aeropuerto abrió una nueva terminal doméstica y una nueva terminal comercial, contando con 3 terminales en servicio.
En marzo de 2015, Wizz Air Ukraine anunció que cesaría sus operaciones, lo que provocó la cancelación de varias rutas desde su base en el aeropuerto. Solo algunas de sus rutas anteriores fueron asumidas por su empresa matriz, Wizz Air, aunque desde entonces la aerolínea ha ampliado su red de vuelos desde el aeropuerto, con veinte destinos para agosto de 2017.
Entre el 14 y el 24 de mayo de 2017, el aeropuerto estuvo cerrado por obras de mejora de la pista.
El 22 de marzo de 2018, el Ayuntamiento de Kiev cambió oficialmente el nombre del aeropuerto a Aeropuerto Internacional "Kiev" (Zhulyany) Ígor Sikorski, en honor a Ígor Sikorski.
El 24 de febrero de 2022, estallaron cinco explosiones como parte de la invasión rusa de Ucrania. Ese mismo día, Ucrania cerró el espacio aéreo a vuelos civiles.

## Aerolíneas y destinos

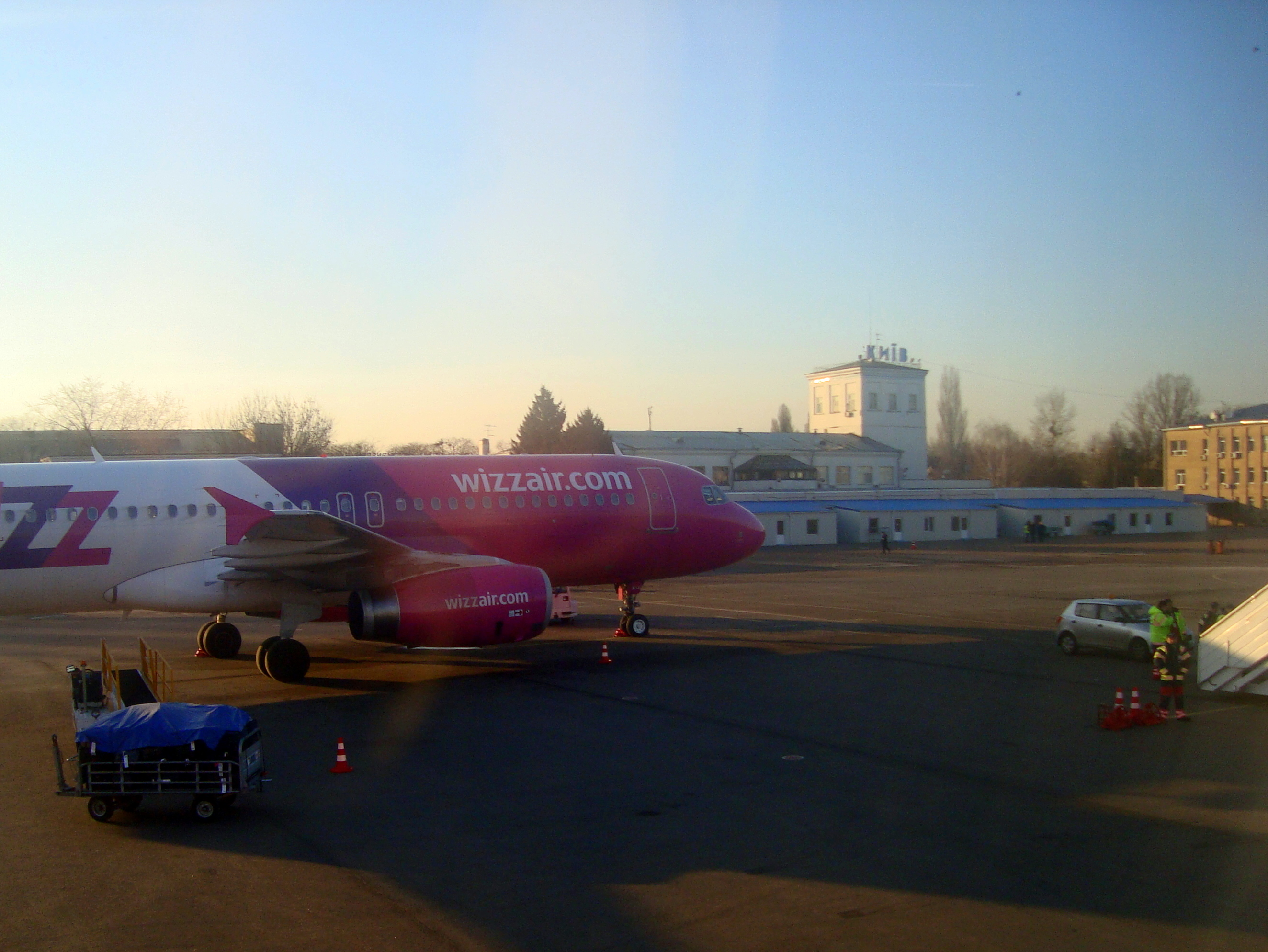
Un Airbus A320 de Wizz Air en la plataforma del aeropuerto internacional "Zhulyany" de Kiev, Kiev, Ucrania. Wizz Air ya no utiliza la antigua terminal "B" que se ve en segundo plano.

Desde el 24 de febrero de 2022, todos los vuelos de pasajeros están suspendidos indefinidamente.

Anteriormente, las siguientes aerolíneas operaban vuelos regulares y chárter hacia y desde el Aeropuerto Internacional de Kiev (Zhuliany):
| Aerolíneas          | Destinos                              |
| ------------------- | ------------------------------------- |
| LOT Polish Airlines | Varsovia-Chopin                       |
| Motor Sich          | Leópolis, Nicolaiev, Odesa, Zaporiyia |
| Pegasus Airlines    | Estacional: Dalaman                   |

## Instalaciones de aviación cercanas
- Una importante empresa de mantenimiento, reparación y revisión de aeronaves, la llamada Planta 410 de reparación de aeronaves de Kiev, está  situada junto al aeropuerto.
- En 2003, se creó el Museo Nacional de Aviación de Ucrania en uno de los polígonos industriales vecinos al aeropuerto. Es el museo de aviación más grande de Ucrania y exhibe algunos ejemplos soviéticos únicos, incluidos prototipos originales de aviones famosos.

## Estadísticas

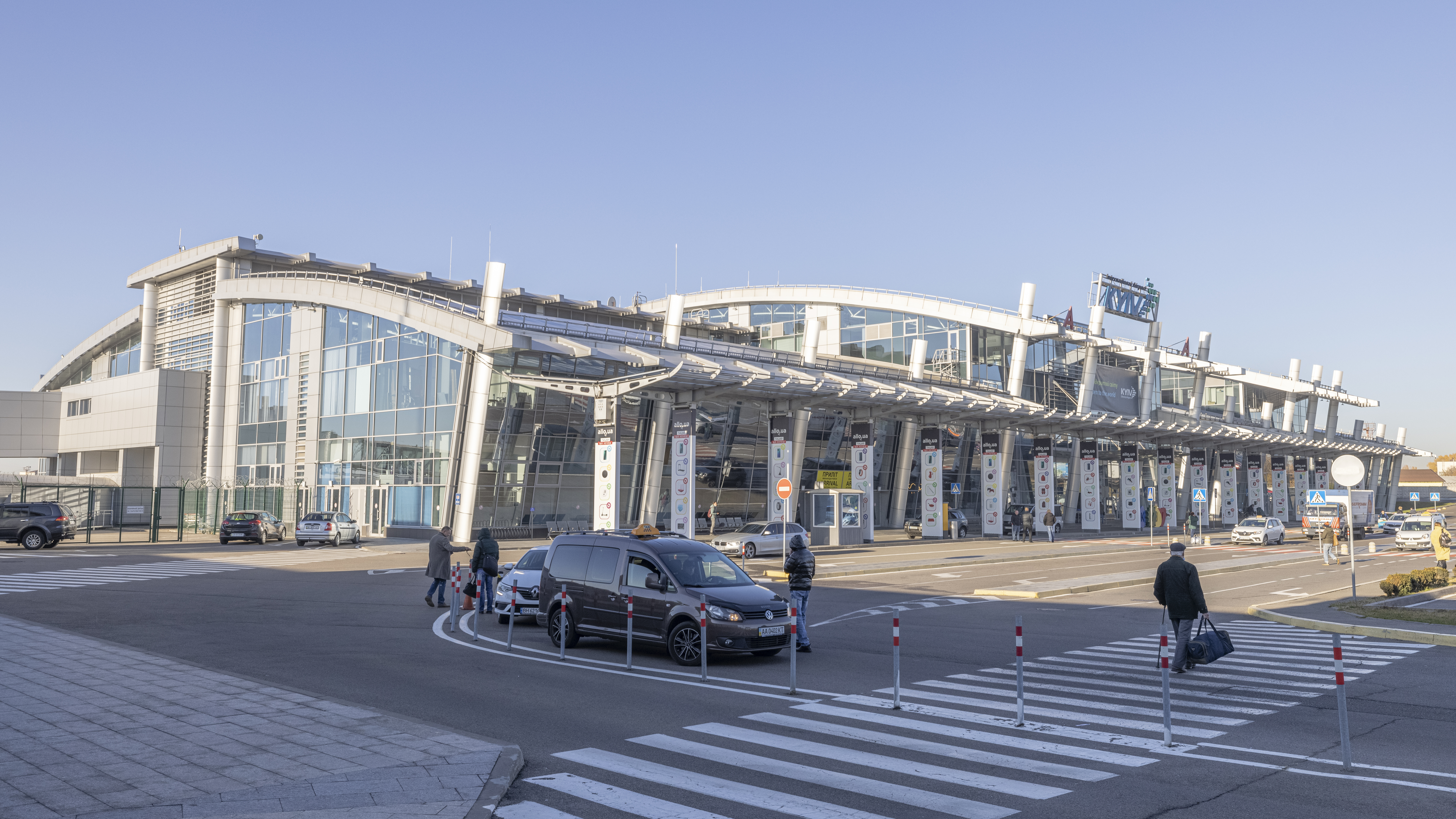
Edificio terminal

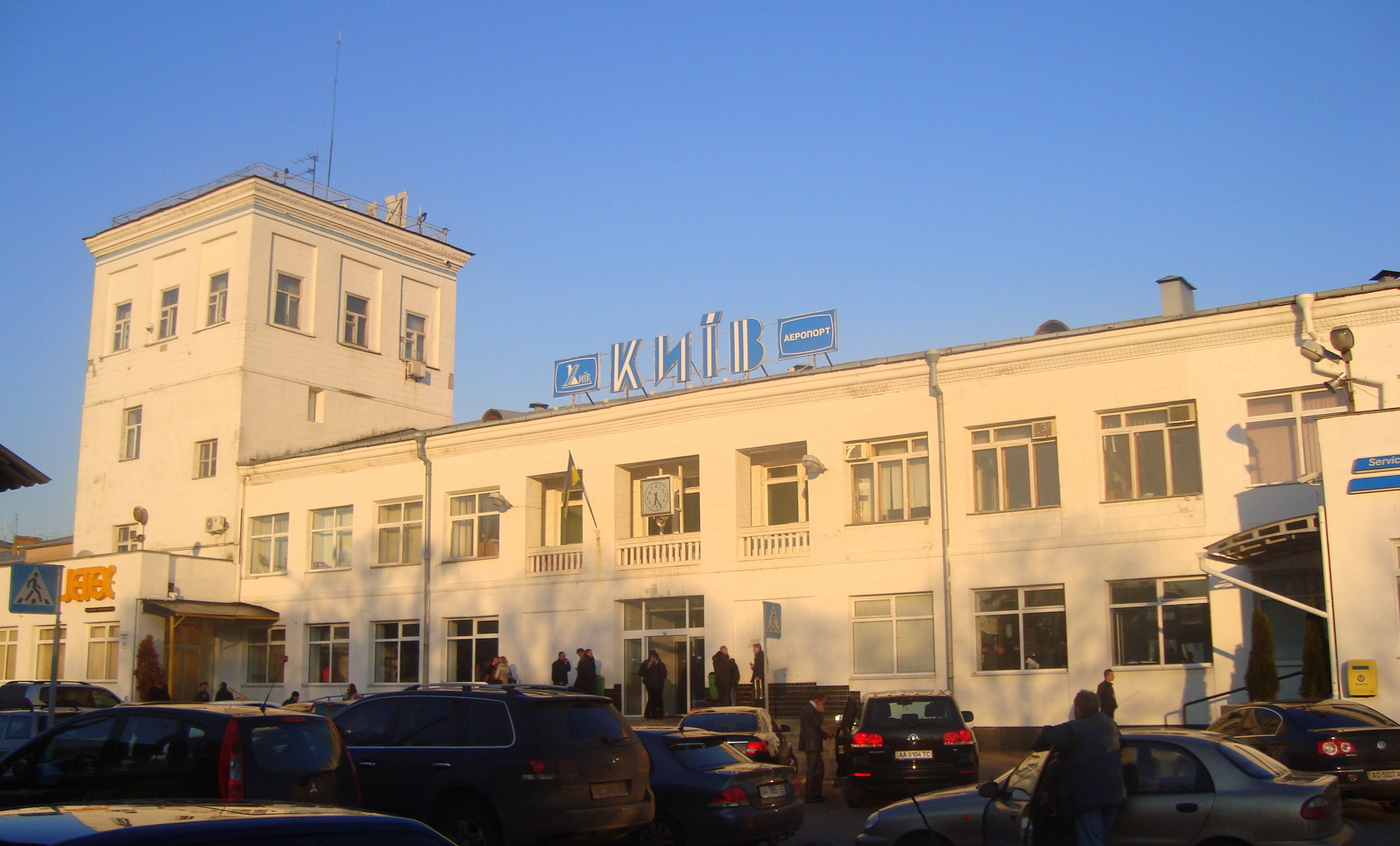
La terminal de pasajeros original de construcción soviética sirvió como terminal nacional hasta mediados de 2013.

Ver fuente y consulta Wikidata.
| Año  | Pasajeros | Evolución |
| ---- | --------- | --------- |
| 2002 | 258.800   | –         |
| 2016 | 1,127,500 | 19,4%     |
| 2017 | 1,851,700 | 67,3%     |
| 2018 | 2,812,300 | 51,9%     |
| 2019 | 2.617.900 | 6,9%      |
| 2020 | 690,300   | 73,6%     |

## Transporte terrestre

### Carretera
El aeropuerto está conectado con la principal infraestructura de carreteras de la ciudad a través de la avenida Povitrovlotskyi y cuenta con varias rutas de transporte de la ciudad, incluyendo las siguientes:
- Ruta 22 de trolebús: Aeropuerto de Kiev — Calle Olzhycha (con transbordo al metro en la estación Dorohozhychi, línea Syretsko–Pecherska)
- Ruta 78 de autobús: Aeropuerto de Kiev — Estación de metro Vasylkivska (con transbordo al metro, línea Obolonsko–Teremkivska)

Existen también rutas de autobuses privados. Los lugares de estacionamiento de automóviles en el propio aeropuerto son limitados, pero se pueden encontrar estacionamientos de largo plazo en las inmediaciones. A menudo se pueden ver taxis esperando directamente fuera de la terminal, en el área para dejar/recoger pasajeros.

### Ferrocarril
La antigua terminal de pasajeros del aeropuerto se encuentra a unos 0,5 km de distancia de la estación de tren Kiev-Volynskyi, lugar de parada de los trenes de cercanías Elektrichka, así como del servicio interurbano del tren eléctrico urbano de Kiev.